# Königstor 31

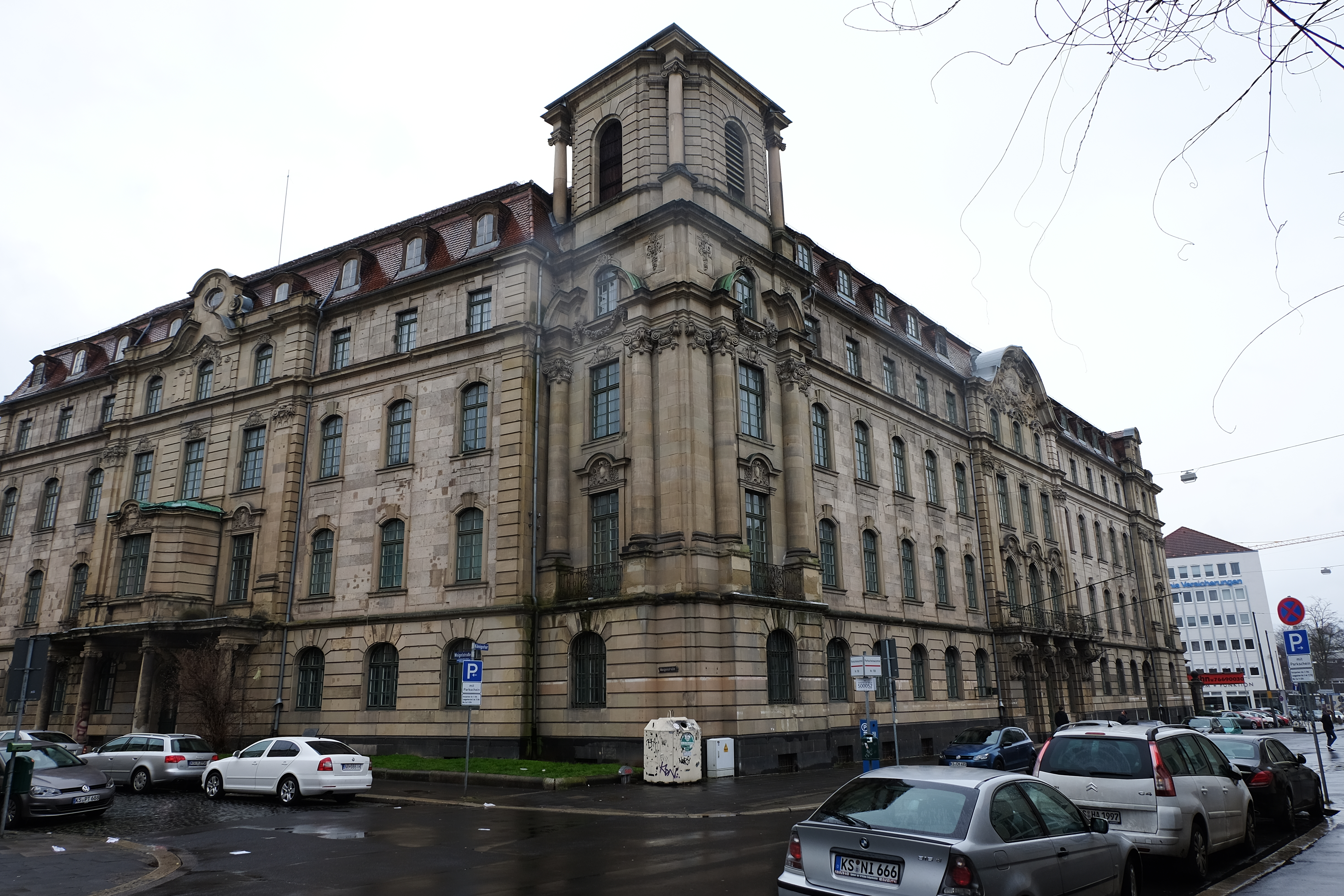
Das ehemalige Kasseler Polizeipräsidium im März 2016

Das denkmalgeschützte Gebäude Königstor 31 in Kassel wurde von 1904 bis 1907 als Polizeidienstgebäude errichtet. Es war ab seiner Eröffnung am 8. Juli 1907 bis 1999 der Sitz des Kasseler Polizeipräsidiums und diente während der Zeit des Nationalsozialismus zeitweise als Sitz der örtlichen Gestapo. Teile des dem Land Hessen gehörenden Gebäudes werden als Büro und Depot von der Museumslandschaft Hessen Kassel genutzt.

## Architektur
Das Gebäude erstreckt sich fast über die gesamte Breite des Straßenblocks und umschließt mit mehreren Gebäudeflügeln zwei Höfe. Das aus Backsteinen errichtete und mit Sandstein verkleidete Gebäude wurde nach einem Entwurf von Oskar Launer unter der Mitarbeit von Emil Seligmann erbaut. Die Bauleitung hatten die Architekten Max Trimborn und Julius Kallmeyer inne. Das im neobarocken Stil gestaltete Gebäude besitzt vier Geschosse, wobei der Eckturm das Mansarddach vollständig überragt. Die im Zweiten Weltkrieg verloren gegangene Turmhaube wurde nicht wiederhergestellt. Ansonsten verfügt das großvolumige Gebäude über eine nahezu vollständig überkommene bauzeitliche Substanz, die es zusammen mit seiner historischen Bedeutung zu einem Kulturdenkmal macht.

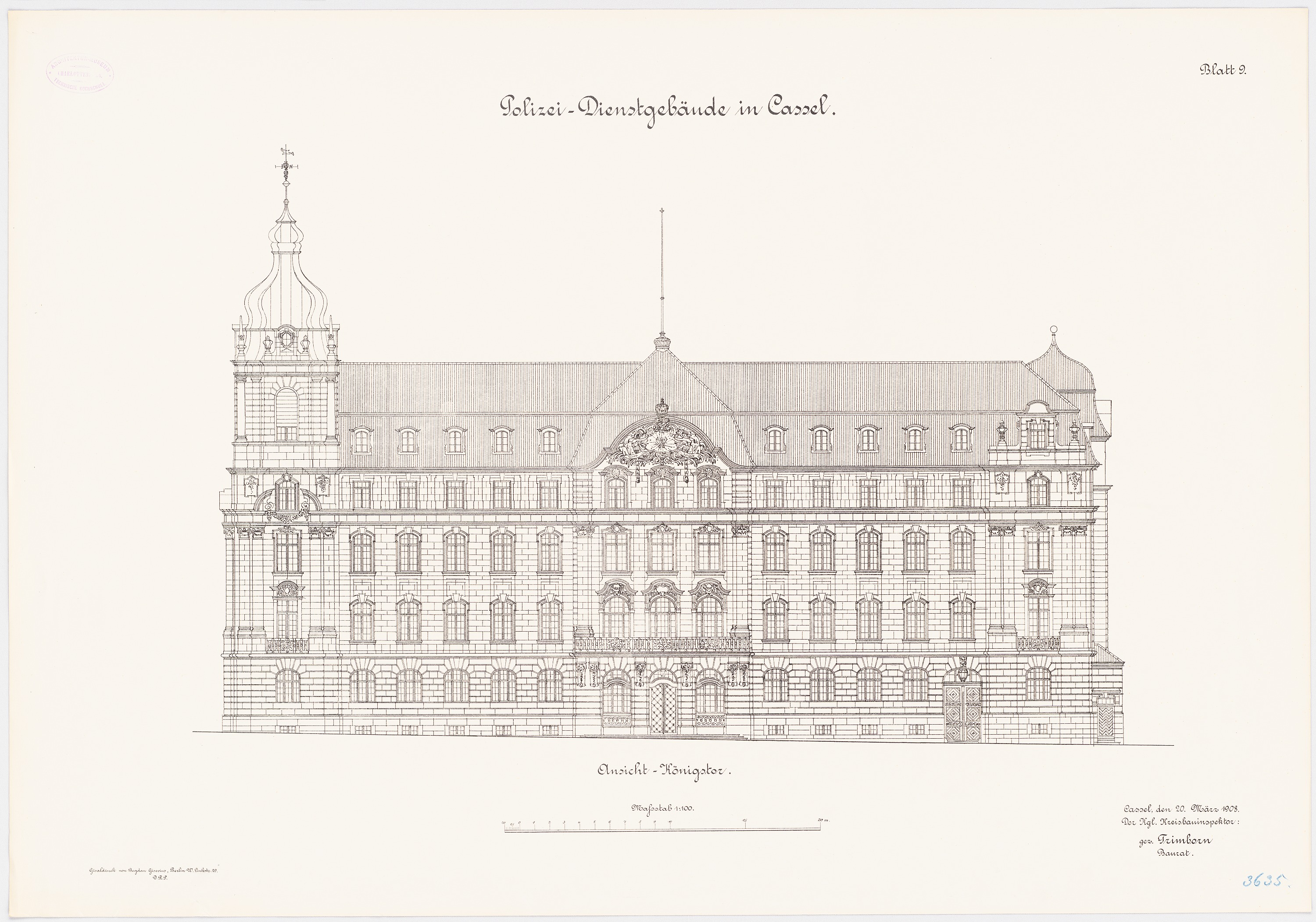
Fassadenaufriss
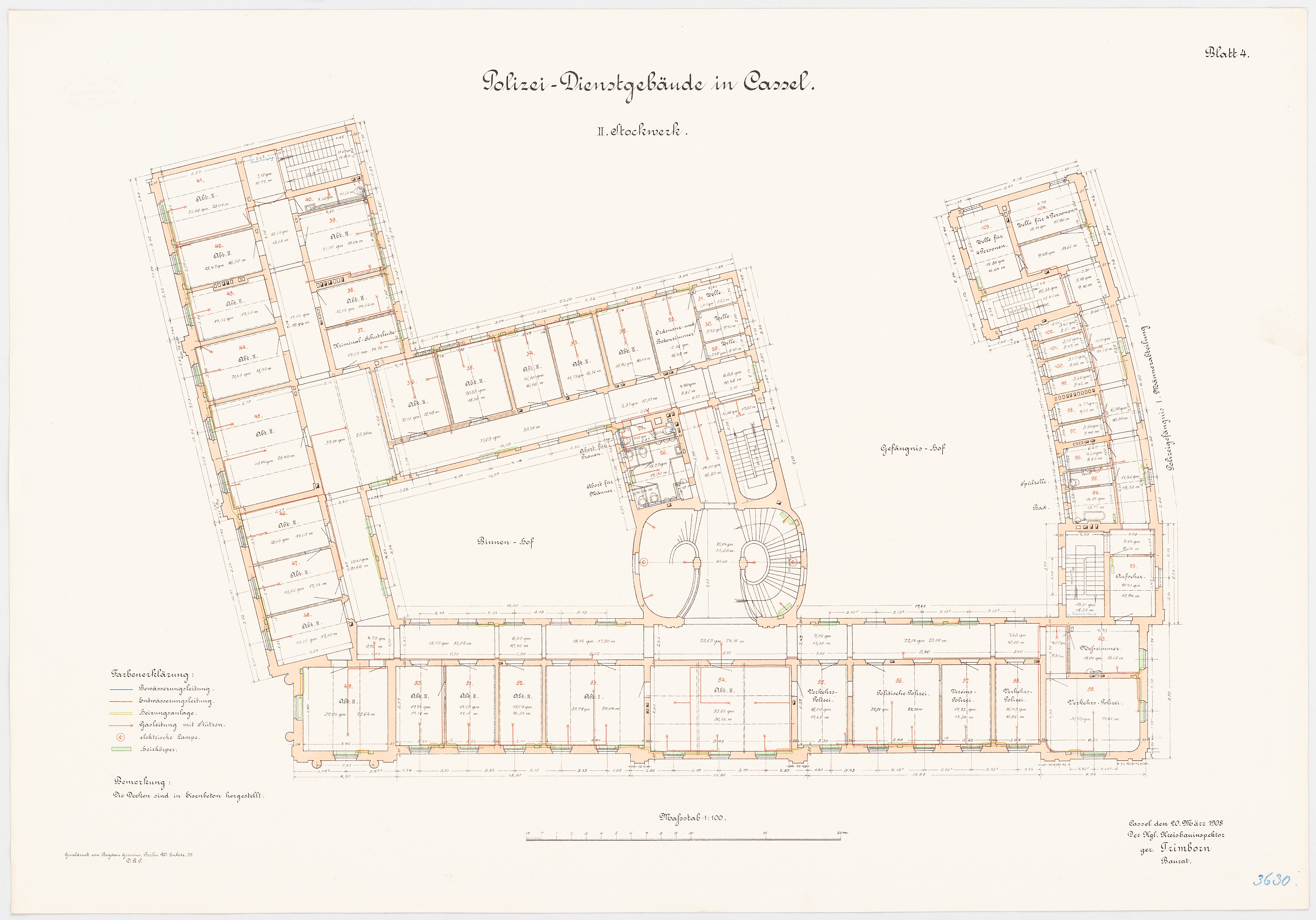
Grundriss 2. OG
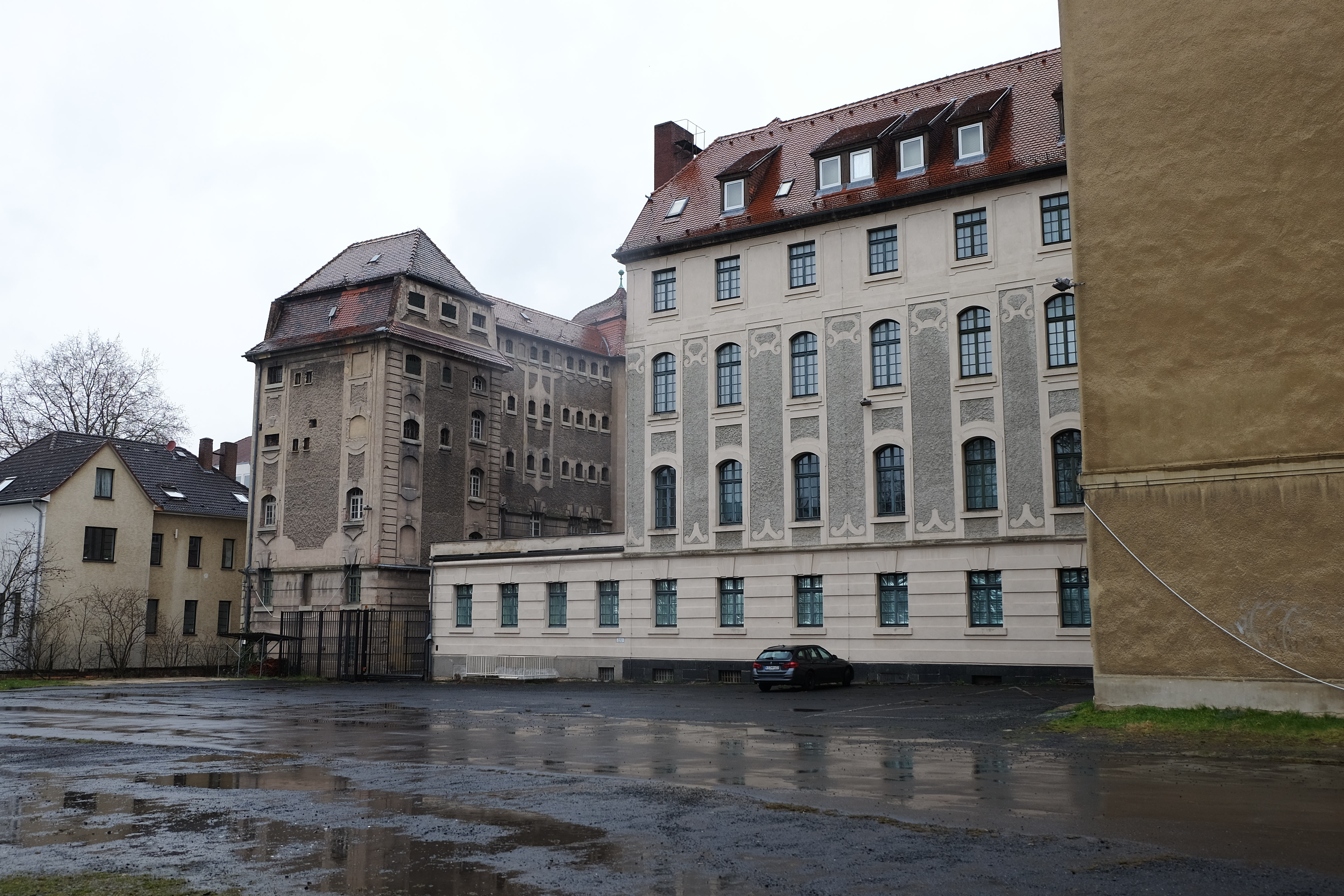
Rückwärtige Ansicht, links der Gefängnisflügel
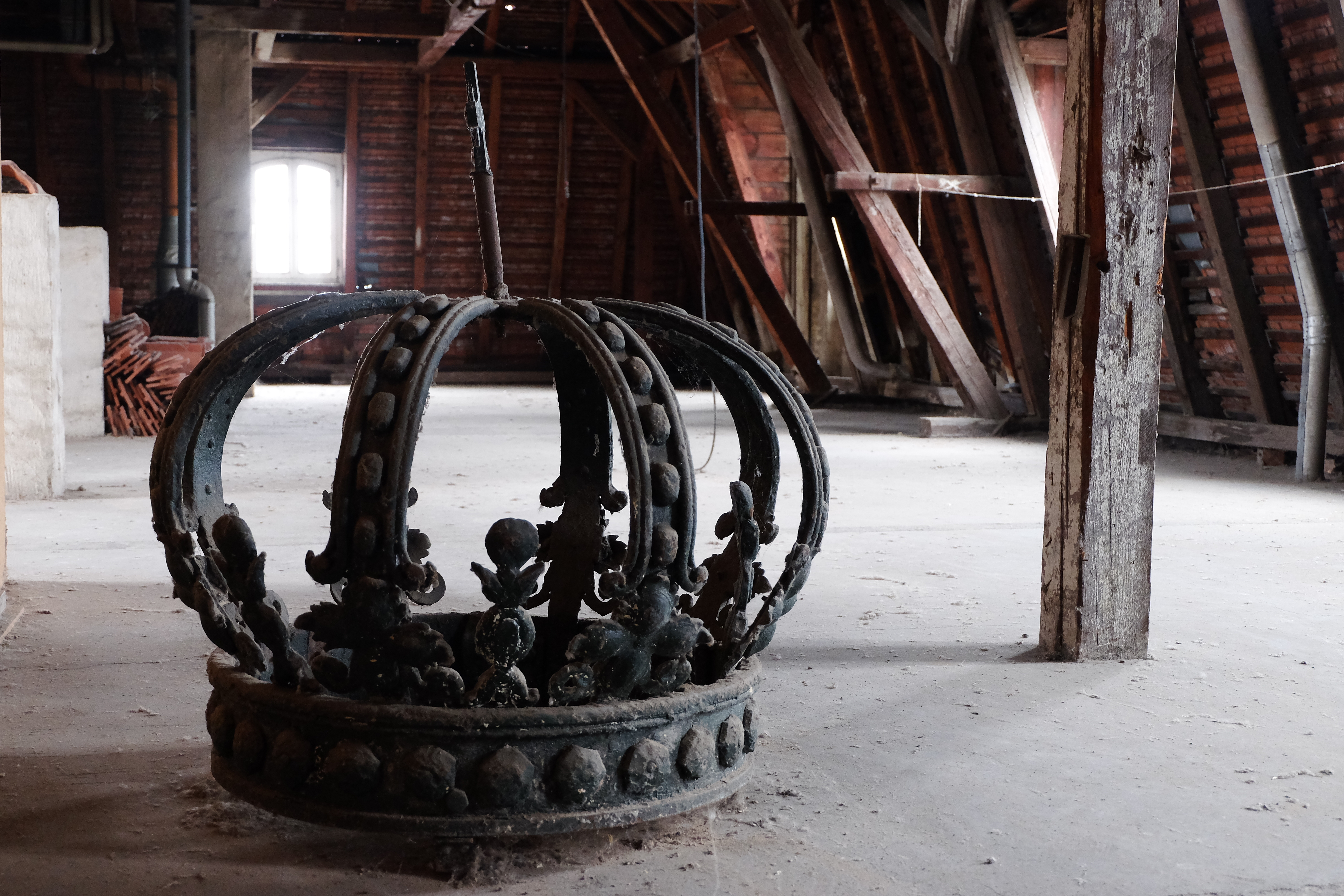
Die nach 1918 vom Portikus entfernte preußische Königskrone

## Nutzungsgeschichte

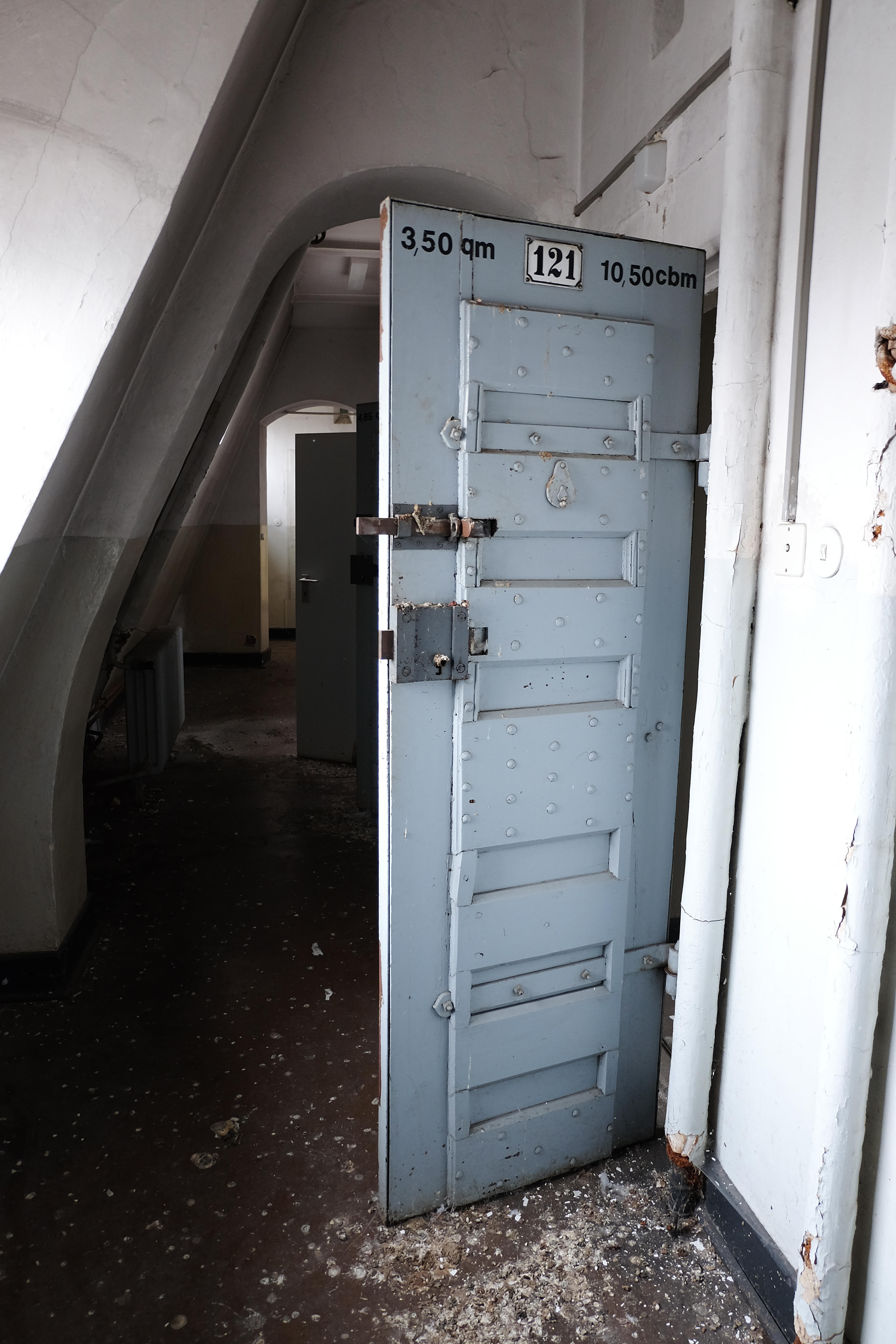
Zellen in der Mansarde

Im ersten Obergeschoss des Seitenflügels an der Weigelstraße befand sich die Dienstwohnung des Kasseler Polizeipräsidenten. Der gegenüberliegende Flügel im Westen umfasst auf mehreren Ebenen die Arrestzellen der ehemaligen Polizeidienststelle. Nach der Machtübernahme durch die Nationalsozialisten amtierte Friedrich Pfeffer von Salomon ab April 1933 als Polizeipräsident von Kassel. Mitte Juli 1933 übernahm er in Personalunion auch die Leitung der Staatspolizeistelle Kassel; diese Funktionen hatte er bis Juli 1936 inne. Sein Vertreter in beiden Funktionen war Adolf Lindenborn, der faktisch die Leitung der Kasseler Gestapo übernahm. Ab Mai 1933 befand sich in dem Haus die Geheime Staatspolizeistelle Kassel, bevor sie 1938 in die Wilhelmshöher Allee 32 umzog. Die bis heute erhaltenen Zellen waren Haftort für zahlreiche Opfer des Nationalsozialismus. Mehrere Gefangene kamen hier durch Gewalt zu Tode, wurden gefoltert und in Konzentrationslager verschleppt. Seit 1991 erinnert an der Weigelstraße eine Gedenktafel an die Opfer der hier verübten Verbrechen.